# Dària Txultsova
Dària Txultsova (en belarús: Дар’я Дзмітрыеўна Чульцова, en rus: Дарья Дмитриевна Чульцова, transliteració internacional: Darya Chultsova; Xklou, regió de Moguilev, 20 de febrer de 1997) és una periodista belarussa. Mentre treballava per al canal de televisió Belsat TV, juntament amb Katsiarina Andreeva van filmar l'agressió i la mort de l'activista Raman Bandarenka a mans de la policia belarussa al Square of Changes de Minsk el 2020. Fou arrestada el mateix dia amb Andreeva i detinguda a la presó de Jódzina.
El 24 de novembre de 2020, deu organitzacions, entre les quals figuren el Centre de Drets Humans Viasna, l'Associació de Periodistes de Belarús, el Comitè Helsinki de Belarús, van fer una declaració conjunta i la van reconèixer com a presa política.